# Haute-Kontz
Haute-Kontz (fràncic lorenès Uewer-Konz) és un municipi francès situat al departament del Mosel·la i a la regió del Gran Est. L'any 2007 tenia 506 habitants.

## Demografia

### Població
El 2007 la població de fet de Haute-Kontz era de 506 persones. Hi havia 180 famílies, de les quals 44 eren unipersonals (8 homes vivint sols i 36 dones vivint soles), 40 parelles sense fills, 92 parelles amb fills i 4 famílies monoparentals amb fills.
La població ha evolucionat segons el següent gràfic:
Habitants censats

### Habitatges
El 2007 hi havia 213 habitatges, 186 eren l'habitatge principal de la família, 12 eren segones residències i 15 estaven desocupats. 183 eren cases i 28 eren apartaments. Dels 186 habitatges principals, 166 estaven ocupats pels seus propietaris, 16 estaven llogats i ocupats pels llogaters i 4 estaven cedits a títol gratuït; 3 tenien una cambra, 5 en tenien dues, 15 en tenien tres, 42 en tenien quatre i 121 en tenien cinc o més. 152 habitatges disposaven pel capbaix d'una plaça de pàrquing. A 62 habitatges hi havia un automòbil i a 108 n'hi havia dos o més.

### Piràmide de població
La piràmide de població per edats i sexe el 2009 era:
| Homes | Edats   | Dones |
| ----- | ------- | ----- |
| 0     | 95 o +  | 0     |
| 0     | 90 a 94 | 0     |
| 0     | 85 a 89 | 0     |
| 4     | 80 a 84 | 4     |
| 0     | 75 a 79 | 4     |
| 4     | 70 a 74 | 8     |
| 16    | 65 a 69 | 8     |
| 12    | 60 a 64 | 28    |
| 4     | 55 a 59 | 0     |
| 20    | 50 a 54 | 20    |
| 8     | 45 a 49 | 12    |
| 8     | 40 a 44 | 12    |
| 36    | 35 a 39 | 20    |
| 12    | 30 a 34 | 32    |
| 16    | 25 a 29 | 16    |
| 12    | 20 a 24 | 4     |
| 12    | 15 a 19 | 12    |
| 32    | 10 a 14 | 12    |
| 20    | 5 a 9   | 20    |
| 8     | 0 a 4   | 12    |

## Economia
El 2007 la població en edat de treballar era de 350 persones, 267 eren actives i 83 eren inactives. De les 267 persones actives 247 estaven ocupades (140 homes i 107 dones) i 20 estaven aturades (13 homes i 7 dones). De les 83 persones inactives 20 estaven jubilades, 30 estaven estudiant i 33 estaven classificades com a «altres inactius».

### Ingressos
El 2009 a Haute-Kontz hi havia 186 unitats fiscals que integraven 489 persones, la mediana anual d'ingressos fiscals per persona era de 18.029 €.

### Activitats econòmiques
Dels 3 establiments que hi havia el 2007, 1 era d'una empresa alimentària, 1 d'una empresa de fabricació d'altres productes industrials i 1 d'una empresa de comerç i reparació d'automòbils.
L'any 2000 a Haute-Kontz hi havia 15 explotacions agrícoles que ocupaven un total de 322 hectàrees.

## Equipaments sanitaris i escolars
El 2009 hi havia una escola elemental.

## Poblacions més properes
El següent diagrama mostra les poblacions més properes.